# Thomas Holenstein
Thomas Holenstein (ur. 7 lutego 1896, zm. 31 października 1962) – szwajcarski polityk, członek Rady Związkowej od 16 grudnia 1954 do 20 listopada 1959. Kierował departamentem spraw ekonomicznych (1955 – 1959).
Był członkiem CVP.
Pełnił także funkcje przewodniczącego Rady Narodowej (1952−1953) oraz wiceprezydenta (1957) i prezydenta (1958) Konfederacji.